# Магдебургская Бёрде
Магдебургская Бёрде (Магдебургер-Бёрде, от нем. die Börde — «плодородная равнина») — доминирующий ландшафт земли Саксония-Анхальт, лежащий к западу и югу от столицы земли, Магдебурга. Он представляет собой слегка всхолмлённую, большей частью безлесную, равнину с развившимися на лёссах и лёссовидных суглинках очень плодородными (частично чернозёмными) почвами, занятыми в основном пшеницей и сахарной свёклой. Магдебургская бёрда находится в дождевой тени Гарца, являясь поэтому одним из самых засушливых (но не самых тёплых и солнечных) регионов Германии.